# 인천왕길초등학교
인천왕길초등학교는 대한민국 인천광역시 서구에 있는 공립 초등학교이다.

## 학교 연혁
- 2005. 03. 01 인천왕길초등학교 개교(590명, 17학급 편성)
- 2005. 03. 01 초대 장준기 교장 부임
- 2005. 03. 15 인천왕길초등학교 병설유치원 개원(2학급)
- 2005. 04. 02 교사 준공(교실 40실, 특별실, 강당, 식당 등)
- 2005. 04. 06 학교 급식 실시(전교생)
- 2005. 09. 01 20학급 편성(1학급 증설)
- 2005. 10. 04 교가 및 학교 상징 마크 확정(개교기념일)
- 2006. 02. 16 제1회 졸업식(졸업생 남 46, 여 40, 계 86명)
- 2007. 03. 01 30학급 편성
- 2007. 03. 02 왕길도서관 구축
- 2007. 09. 01 2대 라인원 교장 부임
- 2008. 03. 01 인천광역시교육청지정교원능력 개발평가 시범학교
- 2008. 07. 31 과학실 현대화
- 2009. 01. 30 어학실 리모델링
- 2009. 03. 01 인천광역시교육청지정 비만 연구 시범학교
- 2009. 08. 22 왕길 English Zone 설치
- 2010. 03. 01 42학급 편성(특수 1학급 포함)
- 2011. 03. 01 41학급 편성(특수 1학급 포함)
- 2011. 07. 23 음악실 설치
- 2012. 03. 01 제3대 강석봉 교장 부임
- 2012. 12. 31 2012학년도 학업성취도 종합 우수교 수상
- 2013. 03. 01 40학급 편성(특수 1학급 포함)
- 2013. 03. 01 2013학년도 교원능력개발평가 시범학교
- 2013. 11. 26 2013년 학교평가 우수교(교육성과, 교육경영 부문)
- 2013. 12. 14 인천광역시서부교육지원청 학부모 학교참여교육 우수
- 2013. 12. 31 인천광역시서부교육지원청 창의인성 우수학교
- 2013. 12. 31 인천광역시서부교육지원청 학교폭력근절 및 예방 최우수교
- 2013. 12. 31 인천광역시교육청 교육과정 우수학교
- 2014. 07. 18 2014년 학교평가 우수교(교육성과)
- 2014. 11. 05 제5회 왕길신나래축제 개최
- 2015. 02. 13 제10회 졸업식(졸업생 남 78, 여 58, 계 136명)
- 2015. 03. 01 37학급 편성(특수 1학급 포함)